# O.F.R.
O.F.R. (Out Fucking Rageous) è il primo album dei Nitro, uscito nel 1989 per l'Etichetta discografica Rhino Records.

## Tracce
1. Freight Train – 3:55
2. Double Trouble – 3:55
3. Machine Gunn Eddie – 6:48
4. Long Way From Home – 5:29
5. Bring It Down – 3:11
6. Nasty Reputation – 4:45
7. Fighting Mad – 3:45
8. Shot Heard 'Round the World – 4:07
9. O.F.R. – 5:06

## Formazione
- Jim Gillette - voce
- Michael Angelo Batio - chitarra
- T.J. Racer - basso
- Bobby Rock - batteria